# جورج جانسون (بازیکن فوتبال، زاده ۱۸۷۱)
جورج جانسون (انگلیسی: George Johnson؛ نوامبر ۱۸۷۱ – ۱۹۳۴) بازیکن فوتبال اهل انگلستان بود.
از باشگاه‌هایی که در آن بازی کرده‌است می‌توان به باشگاه فوتبال والسال، باشگاه فوتبال وست برومویچ آلبیون، باشگاه فوتبال استون ویلا، باشگاه فوتبال کریستال پالاس و باشگاه فوتبال پلیموث آرگیل اشاره کرد.